# Coalition pour l'Europe (2009)
Ne doit pas être confondu avec Coalition pour l'Europe (2014).
La Coalition pour l'Europe (en espagnol : Coalición por Europa) est une coalition électorale de partis régionaux en vue des élections européennes de juin 2009 en Espagne.

## Description
Elle comprend notamment :
- en Catalogne, la Convergence démocratique de Catalogne (CDC)  et l'Union démocratique de Catalogne (UDC) ;
- au Pays basque et en Navarre : le Parti nationaliste basque (PNV) ;
- aux îles Canaries : Coalition canarienne (CC) ;
- en Andalousie : le Parti andalou (PA);
- aux Baléares : l'Union majorquine (UM) et l'Unió Menorquina (UMe) ;
- en Pays valencien : Bloc nationaliste valencien (BNV)

Elle est l'héritière de la coalition de 2004 (Galeusca - Peuples d'Europe) mais avec le retrait du Bloc nationaliste galicien.

## Candidats
Les huit premières places sont :
1. Ramon Tremosa (Convergence démocratique de Catalogne), élu député européen
2. Izaskun Bilbao (Parti nationaliste basque), élue députée européenne
3. Salvador Sedó (Union démocratique de Catalogne), élu député européen à la suite de l'entrée en vigueur du traité de Lisbonne
4. Claudina Morales (Coalition canarienne)
5. Enric Nomdedeu (Bloc nationaliste valencien)
6. Joan Cales Verd (Union majorquine)
7. Carlos Bautista (Parti andalou)

## Résultats
La coalition a remporté 5,12 % des voix lors de ces élections à l'échelle nationale et envoyés deux représentants au Parlement européen. 
Dans les communautés concernées par cette candidature, la liste a réalisé les résultats suivant :
- Pays basque : 28,54 %, 1re position
- Catalogne : 22,44 %, 2e
- Canaries : 15,84 %, 3e
- Baléares : 3,81 %, 3e
- Navarre : 1,82 %, 7e
- Andalousie : 1,01 %, 5e
- Valence : 0;98 %, 5e